# Clay Township (comté de Lancaster, Pennsylvanie)
Pour les articles homonymes, voir Clay Township.
Clay Township est un township situé au nord de la partie centrale du comté de Lancaster, en Pennsylvanie, aux États-Unis,. En 2010, il comptait une population de 6 308 habitants.

## Démographie
Lors du recensement de 2010, le township comptait une population de 6 308 habitants. Elle est estimée, en 2018, à 6 831 habitants.

### Source de la traduction
- (en) Cet article est partiellement ou en totalité issu de l’article de Wikipédia en anglais intitulé « Clay Township, Lancaster County, Pennsylvania » (voir la liste des auteurs).